# Norris (Tennessee)
Norris – miasto w Stanach Zjednoczonych w stanie Tennessee, w hrabstwie Anderson.